# Brzozowy Most (Białoruś)
Brzozowy Most – dawna leśniczówka. Tereny na których była położona, leżą obecnie na Białorusi, w obwodzie mińskim, w rejonie miadzielskim, w sielsowiecie Budsław.

## Historia
W czasach zaborów w granicach Imperium Rosyjskiego.
W latach 1921–1945 osada a następnie leśniczówka leżała w Polsce, w województwie nowogródzkim (od 1926 w województwie wileńskim), w powiecie duniłowickim (od 1926 w powiecie wilejskim), w gminie Budsław.
Według Powszechnego Spisu Ludności z 1921 roku zamieszkiwało wieś 15 osób, 8 było wyznania rzymskokatolickiego a 7 prawosławnego. Jednocześnie 8 mieszkańców zadeklarowało polską przynależność narodową a 7 białoruską. Były tu 2 budynki mieszkalne. W 1931 w 2 domach zamieszkiwało 11 osób.
Miejscowość należała do parafii rzymskokatolickiej w Wołkołacie i prawosławnej w Krzywiczach. Podlegała pod Sąd Grodzki w Krzywiczach i Okręgowy w Wilnie; właściwy urząd pocztowy mieścił się w Budsławiu.